# ثلاثي فوسفات الصوديوم
ثلاثي فوسفات الصوديوم (يرمز له اختصاراً STP) هو مركب لاعضوي صيغته Na5P3O10، وهو ملح الصوديوم لحمض ثلاثي الفوسفوريك، ويوجد على شكل صلب بلوري أبيض اللون.

## التحضير
يحضر المركب من تفاعل كربونات الصوديوم مع حمض الفوسفوريك على الساخن:
{\displaystyle \mathrm {6\ H_{3}PO_{4}+5\ Na_{2}CO_{3}\longrightarrow } } {\displaystyle \mathrm {2\ Na_{5}P_{3}O_{10}+5\ CO_{2}+9\ H_{2}O} }
وكذلك من تفاعل بيروفوسفات الصوديوم مع فوسفات ثلاثي الصوديوم:
{\displaystyle \mathrm {NaPO_{3}+Na_{4}P_{2}O_{7}\longrightarrow Na_{5}P_{3}O_{10}} }
كما يمكن التحضير انطلاقاً من ثلاثي ميتافوسفات الصوديوم:
{\displaystyle \mathrm {Na_{3}P_{3}O_{9}+2\ NaOH\longrightarrow Na_{5}P_{3}O_{10}+H_{2}O} }

## الخواص
يوجد المركب في الشروط القياسية على شكل مسحوق بلوري صلب قابل للاسترطاب أبيض اللون، وهو جيد الانحلالية في الماء، ولمحاليله صفة قاعدية.
تتكون بنية أنيون ثلاثي الفوسفات من ذرات فوسفور تصل بينها جسور أكسجينية، وتحمل شحنة مقدارها -5.

## الاستخدامات
يستخدم مركب ثلاثي فوسفات الصوديوم في عدد من التطبيقات، مثل استخدامه في صناعة المنظفات. وكذلك في الصناعات الغذائية، حيث له رقم إي E451 وذلك على شكل مادة حافظة.